# Walter Steiner (Geologe)
Walter Steiner (* 12. Juni 1935 in Böhmisch Leipa, Tschechoslowakei; † 5. Dezember 2012 in Jena) war ein deutscher Geologe, Paläontologe und Museumsdirektor.

## Leben
Walter Steiner flüchtete 1945 aus Böhmen nach Deutschland. Er besuchte ab 1949 das Gymnasium in Halle (Saale). Nach dem Abitur 1953 studierte er Geologie und Paläontologie an der Martin-Luther-Universität Halle-Wittenberg.
Er war 1958 Geologe an der Staatlichen Geologischen Kommission in Halle (Saale), Blankenburg und Stendal. Ab 1960 war er zunächst Assistent bei Walter Hoppe an der Hochschule für Architektur und Bauwesen Weimar, an der er 1964 promovierte, Oberassistent und wissenschaftlicher Mitarbeiter wurde und sich 1972 habilitierte.
1991 bis zur Pensionierung 2000 war Steiner Direktor des Stadtmuseums Weimar und damit des Deutschen Bienenmuseums in Oberweimar und der Kunsthalle am Goetheplatz. Außerdem war er ab 1992 Honorarprofessor für Geologie an der Bauhaus-Universität Weimar.
Neben geologischen Arbeiten veröffentlichte er auch zur Lokalgeschichte und Kunstgeschichte von Weimar.

## Schriften (Auswahl)

### Als Autor
- mit Paul Brosin: Siles und Rotliegendes nördlich des Thüringer Waldes. In: Walter Hoppe, Gerd Seidel (Hrsg.): Geologie von Thüringen. Gotha, Leipzig 1974, S. 449–515.
- mit Otfried Wagenbreth: Geologische Streifzüge. Landschaft und Erdgeschichte zwischen Kap Arkona und Fichtelberg. 4. Aufl. Deutscher Verlag für Grundstoffindustrie, Leipzig 1990, ISBN 3-342-00227-1. (EA Leipzig 1982).
- Der Travertin von Ehringsdorf und seine Fossilien (= Die neue Brehm-Bücherei. 522). 2. Aufl. Ziemsen Verlag, Wittenberg 1981, ISBN 3-342-00227-1. (EA Leipzig 1979)
- Auf den Gletschern des Pamir. Ein geologisches Abenteuer. 2. Aufl. Brockhaus Verlag, Leipzig 1988, ISBN 3-325-00166-1. (EA Leipzig 1982)
- Steinbrüche und Stollen beiderseits der Belvederer Allee und im Park an der Ilm zu Weimar: Betrachtungen eines Geologen, Ständige Kommission für Kultur der Stadtverordnetenversammlung Weimar und des Kreistages Weimar-Land, Weimar 1984.
- Die große Zeit der Saurier. 250 Millionen Jahre Erd- und Lebensgeschichte vom Karbon bis zur Kreidezeit. 2. Aufl. Urania-Verlag, Leipzig 1990, ISBN 3-332-00029-2. (EA Leipzig 1986)
- Europa in der Urzeit. Erdgeschichtliche Entwicklung unseres Kontinents von der Urzeit bis heute. Mosaik-Verlag, München 1993, ISBN 3-572-00801-8.
- mit Gundula Michalski: Die Weimar-Halle. Bau- und Wirkungsgeschichte (= Weimarer Schriften. 50). Stadtmuseum, Weimar 1994, ISBN 3-910053-26-2.
- Die „Parkhöhle“ zu Weimar. Abwasserstollen, Luftschutzkeller, Untertagemuseum. Stiftung Weimarer Klassik, Weimar 1996, ISBN 3-7443-0118-4.
- mit anderen: Weimar 1945. Ein historisches Protokoll (= Weimarer Schriften. 53). Stadtmuseum, Weimar 1997, ISBN 3-910053-29-7.
- mit Uta Kühn-Stillmark: Friedrich Justin Bertuch. Ein Leben im klassischen Weimar zwischen Kultur und Kommerz. Böhlau, Köln/Weimar/Wien 2001, ISBN 3-412-11097-3
- mit Gerd Seidel: Baustein und Bauwerk in Weimar (= Ständige Kommissionen Kultur der Stadtverordnetenversammlung Weimar und des Kreistages Weimar-Land in Zusammenarbeit mit dem Stadtmuseum Weimar (Hrsg.): Tradition und Gegenwart.). Weimarer Schriften. Heft 32. Weimar 1988, ISBN 3-910053-08-4

### Als Herausgeber
- mit Gitta Günther und Wolfram Huschke: Weimar. Lexikon zur Stadtgeschichte. Böhlau Verlag, Weimar 1993, ISBN 3-7400-0807-5.